# Danny Drinkwater
Daniel Noel Drinkwater (* 5. března 1990, Manchester, Anglie) je anglický profesionální fotbalista, který hraje v současné době jako záložník v tureckém klubu Kasımpaşa SK, kde je na hostování z londýnské Chelsea. Je vítězem Premier League, kterou vyhrál s Leicesterem v sezóně 2015/16.